# Kuusisaari
Kuusisaari (en sueco: Granskär, finés: Kuusisaari) es una isla en el llamado Kvarken ("La Garganta"), que es la parte más estrecha del golfo de Botnia, en la parte norte del mar Báltico. Tiene pocos habitantes, casi todos son hablantes del sueco. Granskär pertenece al municipio de Vaasa.
El área ha sido habitada desde antes de la época del dominio sueco sobre Finlandia. Las primeras viviendas se remontan a por lo menos el siglo XI y, posiblemente, antes.
Kuusisaari es parte de un archipiélago más grande, y la mayoría de las islas más pequeñas alrededor de Replot tradicionalmente han sido utilizadas como sitios de pesca. Hoy en día los edificios se utilizan generalmente como casas de veraneo y las actividades marítimas juegan un papel importante en la cultura de la región. La pesca es hoy en día una actividad mayormente recreativa, pero todavía hay un número de pescadores profesionales activos en el archipiélago.
Una gran parte del archipiélago de Kvarken ha sido designada por la UNESCO Patrimonio de la Humanidad.